# (8735) Yoshiosakai
(8735) Yoshiosakai est un astéroïde de la ceinture principale.

## Description
(8735) Yoshiosakai est un astéroïde de la ceinture principale. Il fut découvert le 2 janvier 1997 à Ōizumi par Takao Kobayashi. Il présente une orbite caractérisée par un demi-grand axe de 3,20 UA, une excentricité de 0,21 et une inclinaison de 1,9° par rapport à l'écliptique.

## Compléments